# Hunusekuppe, Kunigal
Hunusekuppe là một làng thuộc tehsil Kunigal, huyện Tumkur, bang Karnataka, Ấn Độ.